# Grosvenor Gallery Library

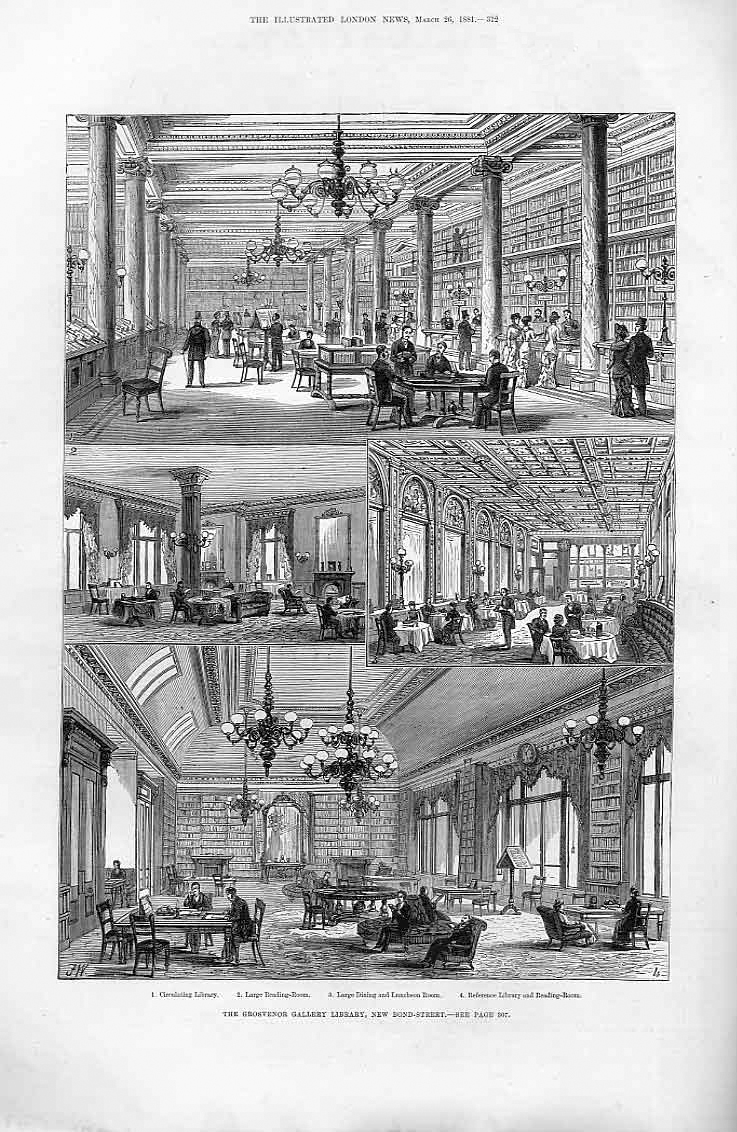
La biblioteca de la Grosvenor Gallery, publicado en The Illustrated London News, el 26 de marzo de 1881."1. Biblioteca de alquiler 2. Gran sala de lectura 3. Gran comedor y sala de almuerzo 4. Biblioteca de referencia y sala de lectura".

La Grosvenor Gallery Library (1880) fue una biblioteca de alquiler situada en Londres a finales del siglo XIX. Estaba afiliada con la Grosvenor Gallery en Bond Street, aunque más tarde se trasladó a la South Molton Street. Ofrecía a sus suscriptores periódicos actuales, libros nuevos y una sala de lectura para las damas. Entre su personal estaba Miss Birnstingl, Coutts Lindsay, la Sra. A.W. Pollard y Thomas Verrinder.